# Amphisbaena heathi
Amphisbaena heathi là một loài bò sát trong họ Amphisbaenidae. Loài này được Schmidt mô tả khoa học đầu tiên năm 1936.